# Phrynobatrachus breviceps
Phrynobatrachus breviceps é uma espécie de anfíbio gimnofiono da família Phrynobatrachidae. Está presente na Tanzânia. A UICN classificou-a como deficiente de dados.